# Френк Грајмс
Френклин А. Грајмс Ср. је измишљени лик из цртане ТВ серије Симпсонови. У овој серији се појавио у једној епизоди, и имао је 35 година.